# Urbanisme à Toulouse

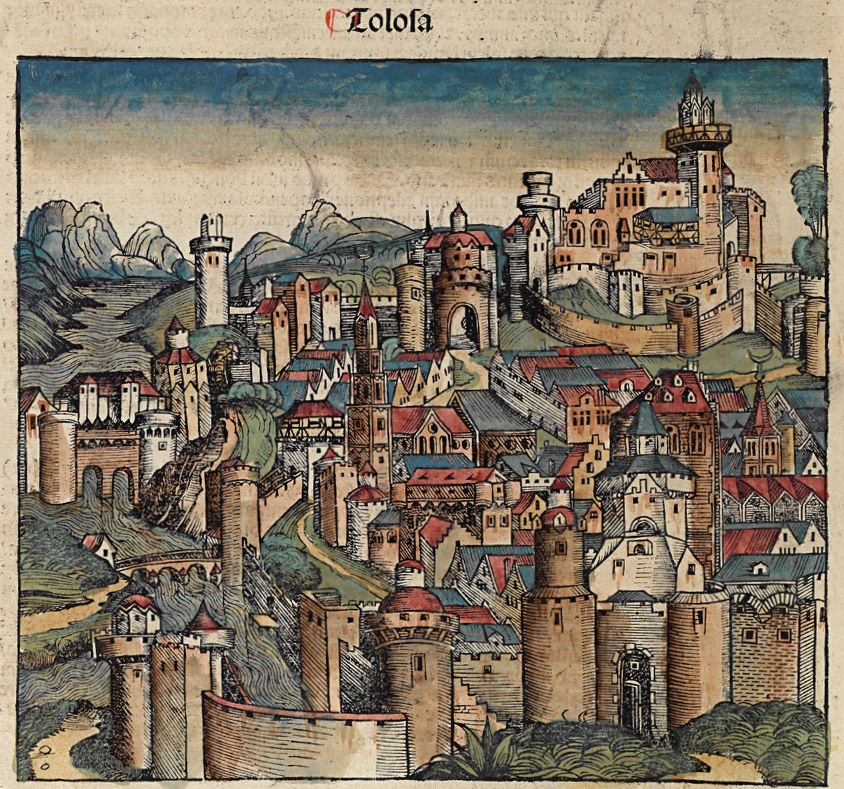
Toulouse au XVe siècle

La ville de Toulouse est organisée en différentes zones à peu près concentriques :
- la ville romaine, caractérisée par ses rues étroites et tortueuses, qui ont très peu évolué jusqu'au Moyen Âge ;
- la ville médiévale qui (était là au Moyen Âge) retranchée dans ses remparts ;
- les faubourgs du XVIIIe au XIXe siècle ;
- la banlieue récente, construite autour de noyaux urbains basés sur des villages proches ;

## Formation de la ville
Le cœur de ville s'est d'abord développé autour de la berge droite de la Garonne, au niveau du gué du Bazacle, seul moyen de franchissement naturel du fleuve. Cette berge est également celle qui est la plus élevée par rapport au fleuve, offrant ainsi une meilleure protection contre ses inondations. La position privilégiée de ce point d'inflexion du fleuve (qui vient du sud et part vers le nord-ouest) au contact de la vallée de l'Hers qui constitue un prolongement de voie naturelle de communication vers la mer Méditerranée au sud-est a fait de Toulouse un carrefour commercial.
Aux voies de communication que constituent les cours d'eau naturels se sont ajoutées les voies radiales construites par l'homme reliant la ville aux marchés voisins dans toutes les directions : voie romaine de la Méditerranée aux Pyrénées à l'Aquitaine, canal du Midi, liaisons routières et ferroviaires vers le nord (route de Montauban), vers le sud (route de Foix, aussi appelée route d'Espagne) et le sud-est (route de Muret), l'ouest (route d'Auch), l'est (routes d'Albi, de Castres).

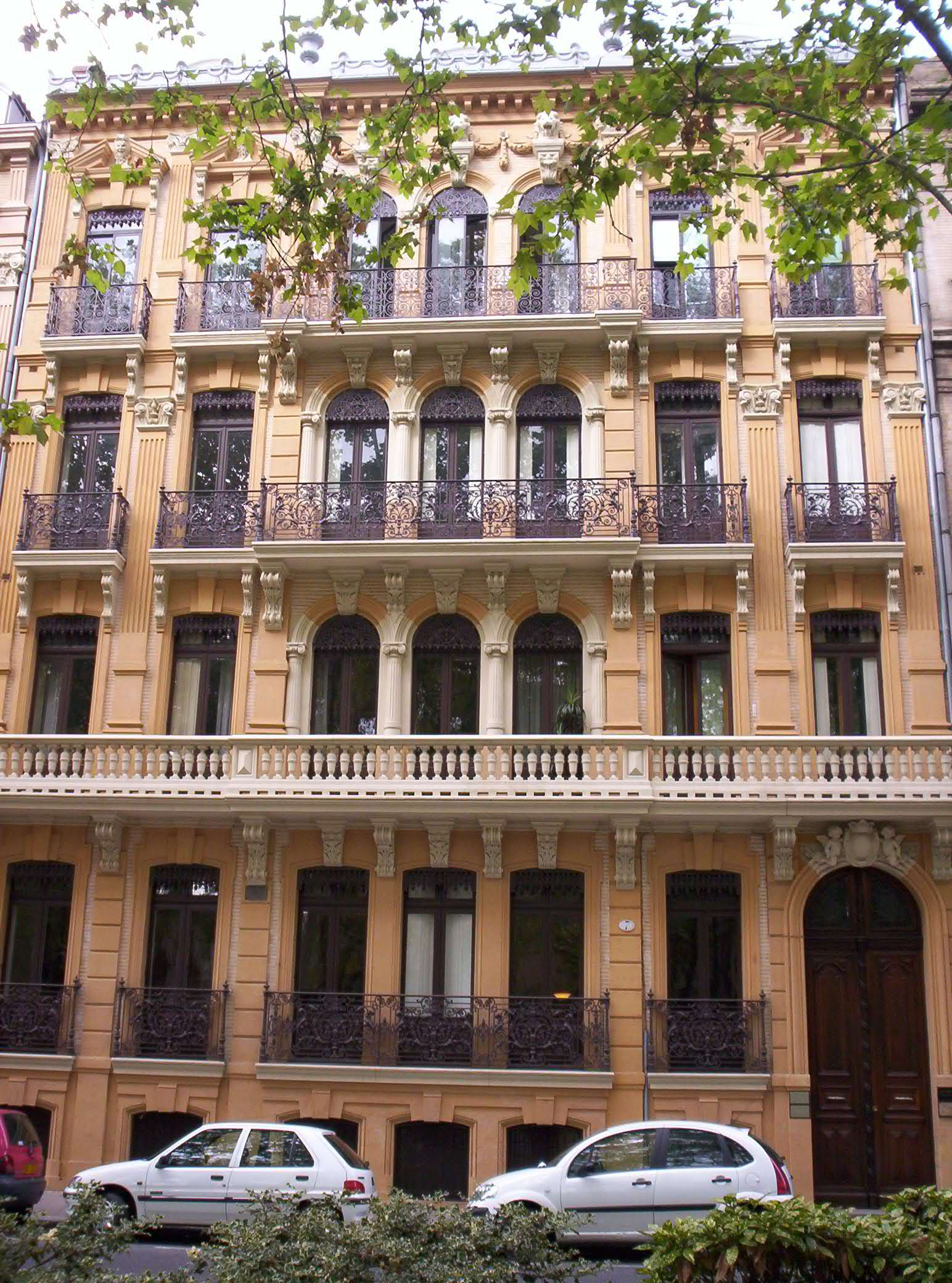
Riche immeuble des Allées François-Verdier.

Il a fallu attendre le Second Empire pour voir adopter, à l'image des grandes percées parisiennes réalisées par le préfet Haussmann un plan important d'urbanisme établi par l'ingénieur Urbain Maguès. Ce dernier proposa d'établir deux grandes rues perpendiculaires se croisant au centre de la ville. Le conseil municipal en discuta et revit à la baisse la largeur initiale de ces axes qui était de 25 mètres (comme à Paris, Lyon, Marseille) pour un projet moins ambitieux de 16 mètres, dont 4 mètres de trottoir. Ces deux grandes rues furent finalement percées entre 1871 et 1874 et reçurent des noms de circonstance : rue d'Alsace-Lorraine et rue de Metz. Elles ne furent entièrement terminées qu'à la fin du siècle, par le dégagement de la place Esquirol, la jonction de la rue de Metz avec le Pont-Neuf, l'élargissement de la rue du Languedoc. En 1908, la rue Théodore-Ozenne vint compléter cet ensemble.
Plus tard, avec la croissance des faubourgs au sud-est et à l'est, de nouveaux axes larges structurent la ville, et sont associés à la réalisation de trois parcs publics d'envergure (le Jardin des Plantes, à vocation botanique, le Jardin Royal et le Grand Rond). Les nouvelles voies sont les allées Jean-Jaurès vers l'est, les allées Paul-Sabatier, Paul-Feuga et Saint-Michel au sud-est, qui ouvrent la ville vers l'extérieur et structurent des quartiers nouveaux à trame en quadrillage.

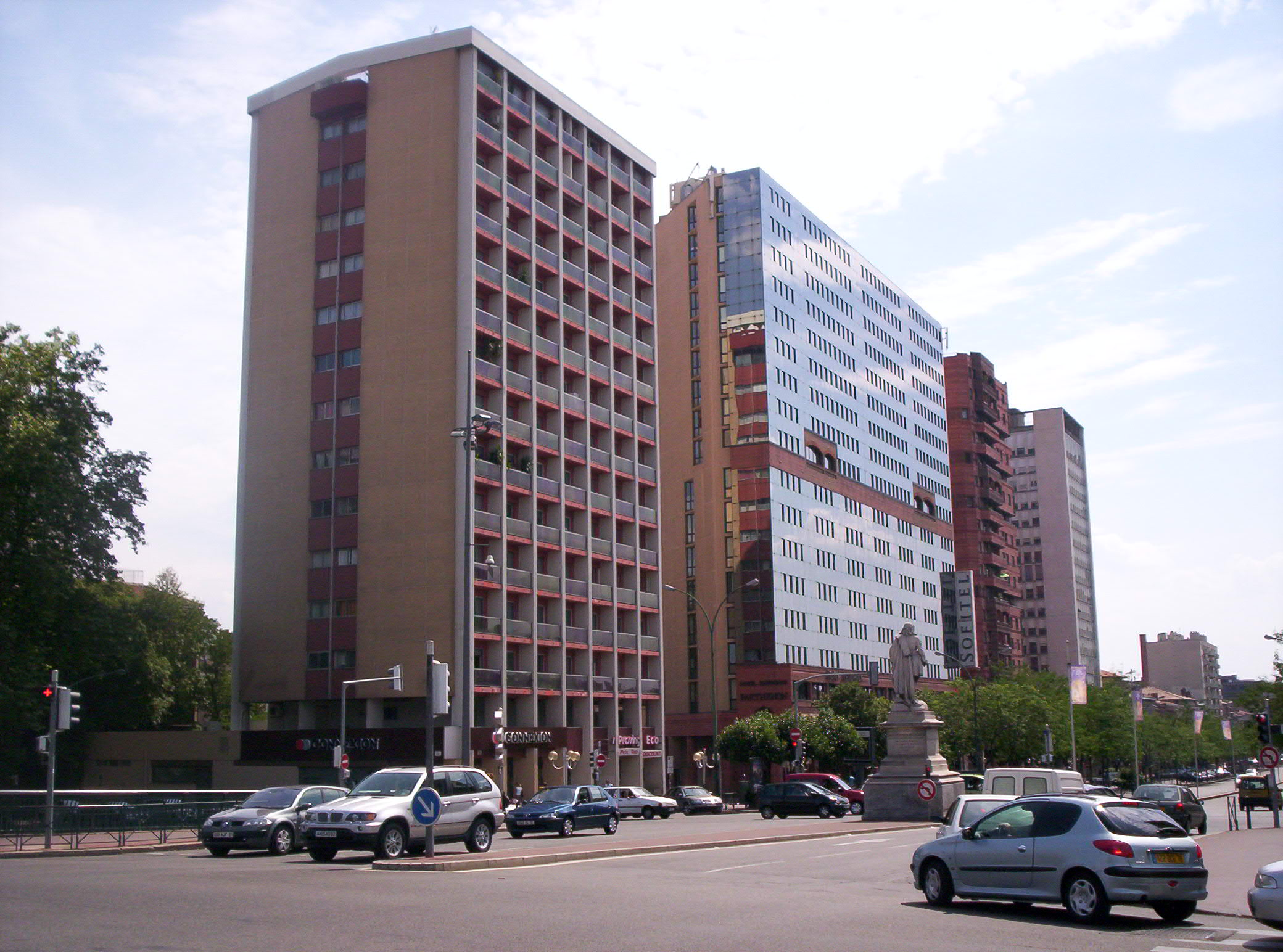
Immeubles de grande hauteur sur les allées Jean-Jaurès.

Les années 1960 à 1970 voient l'arrivée d'un nombre important de nouveaux habitants (exode rural, immigration). Pour les accueillir, le projet d'une ville nouvelle est lancé sous l'influence du maire Louis Bazerque qui veut pousser la croissance économique de la ville. Le quartier du Mirail reste le principal emblème. Son ambition est de créer une cité satellite de 100 000 habitants dans 23 000 logements sur le territoire communal de Toulouse, avec tous les équipements d'une ville de cette importance. Un territoire de 680 hectares est trouvé sur la rive gauche de la Garonne et dénommé ZUP du Mirail par arrêté ministériel. Les plans de cette cité sont créés par une équipe d'architecte lauréats en janvier 1962 du Concours international lancé par la ville de Toulouse.

## Les ponts de Toulouse

### Pont de la Daurade
Au milieu de la façade de l'Hôtel-Dieu donnant sur la Garonne, l'arche du pont de la Daurade, construit au XIIe siècle et maintes fois remanié à cause des dommages causés par les crues, est le plus ancien vestige de pont encore visible en élévation à Toulouse.

### Le pont de Tounis
Le pont de Tounis, construit de 1515 à 1528 est le plus ancien pont de Toulouse encore en usage. Construit avec trois arches sur ce qui était alors un bras de la Garonne pour relier l'ile de Tounis à la ville, une partie du pont a progressivement été noyée dans les constructions environnantes si bien qu'on ne peut voir de nos jours qu'une arche et demie.

### Le Pont Neuf
Le Pont Neuf a été construit de 1544 à 1632. Sa construction a duré presque un siècle. De pierres et de briques, il constitue une prouesse technique et emprunte beaucoup à l'architecture romaine. Chacune de ses arches a un diamètre différent, et ses piles sont pourvues d'avant-becs, d'arrière-becs et de dégueuloirs : ces partis-pris architecturaux lui ont permis de résister sans dommages aux pires assauts de la Garonne jusqu'à nos jours et lui confèrent un aspect singulier.
C'est le plus ancien pont encore en service pour traverser la Garonne dans Toulouse.

### Les Ponts-Jumeaux
Les Ponts-Jumeaux sont les 2e ponts créés au XVIIIe siècle plus exactement en 1770. Ils sont au croisement des eaux du canal du Midi et de la Garonne amenée par le canal de Brienne. Mais finalement ils ne sont pas que deux, un 3e s'est rajouté pour la jonction de l'océan Atlantique par le canal Latéral.

### Le pont Saint-Michel
La première version du pont Saint-Michel vit le jour en 1836, il était constitué de deux ponts suspendus et reliés entre eux, mais il fut emporté par la crue de 1875. Le deuxième pont qui a été construit 10 ans plus tard est constitué d'arches et tablier métallique. Le pont actuel, largement plus imposant et construit en béton armé, date de 1961.

### Le pont Saint-Pierre
Le pont Saint-Pierre a été fabriqué de 1849 à 1852, il a été détruit en 1982 par une inondation. Pendant plusieurs décennies ce sera un pont suspendu à une voie (avec système de feu tricolore de chaque côté). On reconstruit un nouveau pont en 1987 grâce au maire qui économisa 30 millions de francs. L’ancien pont suspendu est coulée dans la Garonne. Il franchit la Garonne, sa matière est de béton et d'acier. Ce pont relie la place Saint-Pierre au quartier Saint-Cyprien. Il mesure 240 mètres et est recouvert entièrement de métal.

### Le pont des Catalans
Initialement appelé pont des Amidonniers, le pont des Catalans franchit la Garonne et a été achevé en 1913. Il mesure 22 mètres de large et 257 mètres de long, c'est un pont en pierre (arcs) et en béton armé (dalle).

### Le pont des Demoiselles
Construit en 1971, à la place d'un pont plus ancien, le pont de Montaudran, qui datait de 1683. Le nom du pont actuel s'explique probablement par le fait que le quartier étant très marécageux, on y voyait foisonner les libellules, dites « demoiselles ».

## Étalement urbain

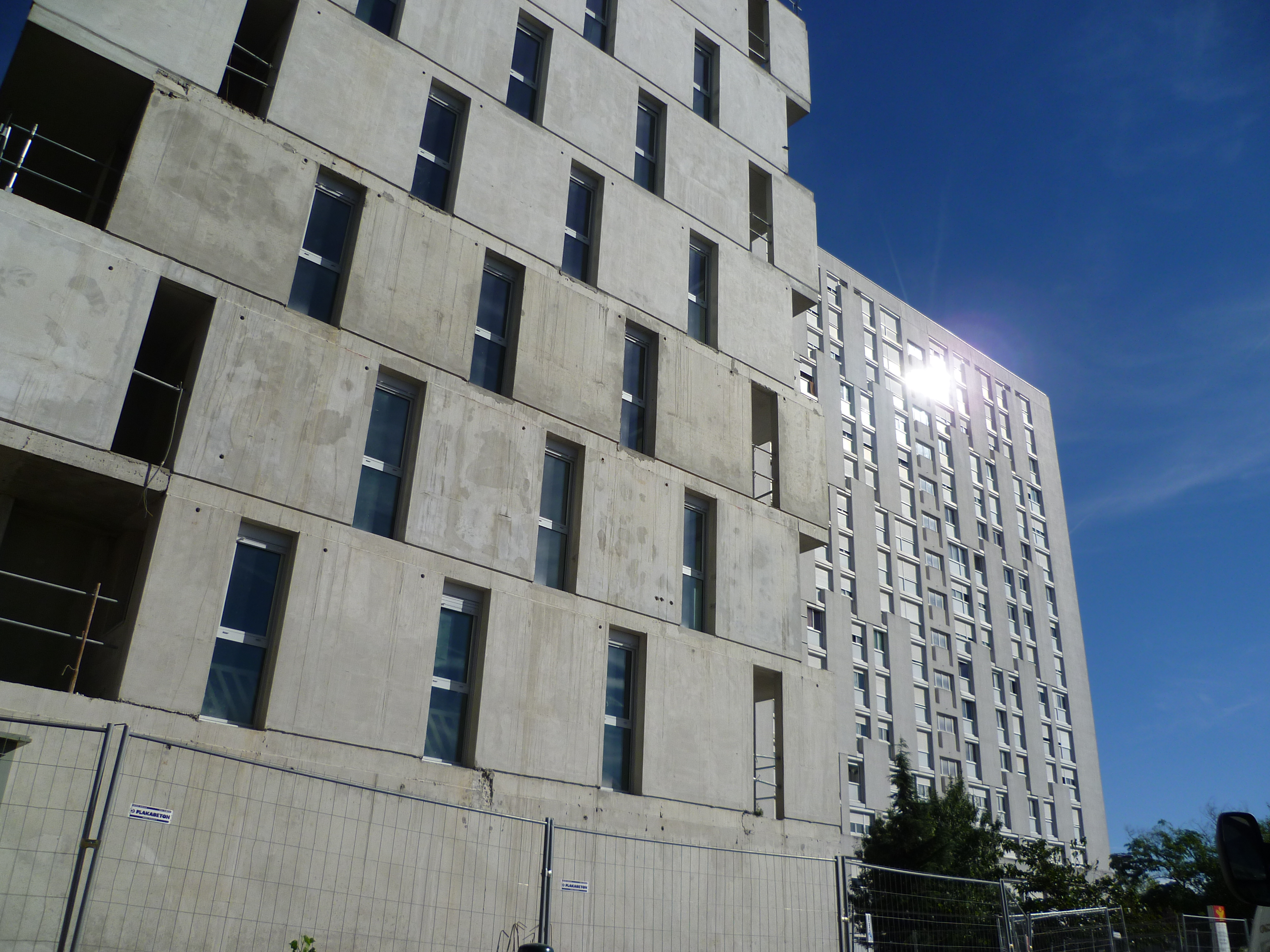
Densification : un chantier en 2010, l'immeuble ne fera toutefois que 7 étages, le maximum dans la Toulouse actuellee

Historique de l'agglomération toulousaine

### Historique de l'étalement urbain
L’aire urbaine de Toulouse est l’une des plus étalées de France, et ce pour plusieurs raisons. Après la Deuxième Guerre mondiale, les problématiques de logements en France et la reconstruction du pays sont les priorités du gouvernement. À partir des années 60-70, les premières constructions de logements collectifs naissent avec notamment l’émergence de quartiers nouveaux comme le Mirail. Ce phénomène de renouvellement urbain illustré par l’éclosion des barres HLM dans l’agglomération toulousaine s’accompagne d’une décentralisation des services dans les communes périphériques. L’attraction de l’agglomération toulousaine dans les années 80 est synonyme de la reprise de la croissance démographique dans le centre-ville alors perdue après la guerre. Jusqu’alors, aucune politique de la ville précise n’a été tenue dans l’agglomération, ce qui explique la grande pluralité des bâtis (lotissement, HLM], etc.). En outre, l’aire urbanisée double de 1960 à 1975, puis double une nouvelle fois de 1975 à 1990. À cela s’ajoute une augmentation démographique qui reste conséquente mais moins rapide que l’étalement urbain. De 1990 à 1999, l’agglomération connaît un gain annuel de 13700 habitants. Aujourd’hui, l’étalement urbain dans l’agglomération toulousaine continue. Le territoire de la commune étant particulièrement étendu, les trajets moyens sont longs, ce qui, combiné à une politique d'équipements routiers et autoroutiers tous azimuts, a contribué à rendre les déplacements en automobile majoritaires et à disqualifier les autres modes de transport. La construction de nombreux parcs de stationnement en centre-ville dans la décennie 1980-1990 a renforcé cette tendance, et la construction de la ligne A de métro n'a pas réussi à l'inverser. Un projet d'un grand contournement autoroutier avait été évoqué (débat public de septembre à décembre 2007). Mais pour cause de non-respect des prérogatives environnementales, celui-ci fut retoqué par le Préfet de Haute-Garonne et abandonné dans le projet du nouveau PDU, approuvé en octobre 2012.
L'étalement urbain de Toulouse a souvent été qualifié d'extrême, avec une densité de population très faible pour une ville de sa taille (à titre de comparaison, la ville de Toulouse est deux fois et demi plus étendue que la ville de Lyon pour une population sensiblement équivalente). Conscients du potentiel de la ville, les politiques souhaitent aujourd'hui la densifier et de nombreux travaux urbanistiques ont vu le jour, pour inscrire Toulouse et son agglomération dans un projet métropolitain.

### De nombreux projets
À partir des années 2000, la ville a su entreprendre une politique cohérente promouvant un développement urbain économe et durable. Confrontée à une densité démographique faible (de 1999 à 2006, l’agglomération a un gain de 19600 habitants par an), la ville de Toulouse met en place le projet du Grand Toulouse en 2011 afin de réorganiser l’espace urbain à l’aide de réhabilitations et projets. 12 nouvelles communes du Nord-Est de l'agglomération rejoignent la métropole. Le réseau de transports en commun s'intensifie avec la mise en place d'une deuxième ligne de métro en service depuis 2007, la ZAC AéroConstellation pour la conception de l'A380 et bientôt la future ZAC Andromède (3 700 nouveaux logements pour 10 000 habitants), le quartier Marengo (110 000 m2 de surfaces dont 700 logements) et la nouvelle médiathèque José Cabanis installée dans l'Arche Marengo, le Zénith (2e de France par sa taille), le Théâtre national de Toulouse (TNT), le jardin urbain de la place occitane avec son réaménagement complet en sous-sol (centre commercial Saint-Georges sur 12 000 m2), la rénovation du Muséum d'histoire naturelle, le Palais des sports, la technopole de Labège Innopole. L’Innopole de Labège a été lancée en 1990 sous la forme d’une Z.A.C. par un groupe de six communes de la vallée de l’Hers jouxtant l’ensemble scientifique de Rangueil : Auzeville, Auzielle, Castanet, Escalquens, Labège et Saint-Orens, constitué en un syndicat à vocation multiple dénommé SICOVAL.
On trouve de nouveaux quartiers en construction tout autour de Toulouse comme la Zac Borderouge (3500 logements pour 10 à 12 000 habitants), la ZAC Cartoucherie (2750 logements), le quartier Moulis-Croix bénite (2600 logements en cours), la ZAC Montaudran au nord de l'Aerospace Campus (1500 logements), à Colomiers la ZAC des Ramassiers (1450 logements, 60 000 m2 de bureaux, un hôtel 4 étoiles), la ZAC Gramont en projet (275 000 m2 de surfaces de bureaux, commerces, services et 130 000 m2 totalisant 1100 logements), la ZFU Bordelongue (60 000 m2 de surfaces de bureaux et d'activités), ZAC EDF Sébastopol (80 000 m2 de surfaces de bureaux et 450 logements), la ZAC Niel (550 logements), la ZAC Job-Garonne (650  logements)ou la ZAC des Ponts-Jumeaux sur 8 hectares totalisant 130 000 m2 (bureaux, commerces, école, services et 1300 logements).
Sans compter les périmètres d'études en cours concernant ce qui sera sûrement la future ZAC des Ponts-Jumeaux 2 (jouxtant la ZAC des Ponts-Jumeaux 1), également le concours d'étude en cours du périmètre de 57 hectares de Matabiau-Marengo-Périole-Raynal concernant le projet de l'accès au pôle multimodal, de requalification urbaine et de constitution d'un pôle de centralité urbaine associée en vue de l'impact de l'arrivée du TGV sur ce secteur des gares vers 2016.
Un concours d'aménagement urbain est également lancé pour la future ZAC Aérospace Campus. Sur un total de 40 hectares, on y trouvera la plus grande concentration européenne en recherche aéronautique et spatiale. En décomposant cette ZAC, 12 hectares seront voués à l'histoire du site aéronautique de Montaudran sous le thème d'un musée de l'air, 7 hectares nommé Pôle Saint-Exupéry concentreront 87 000 m2 de bureaux, et ce notamment dans une tour phare de 120 à 140 m de hauteur, siège du pôle de compétitivité espace aéronautique et systèmes embarqués, un centre de conférences international, le siège social du futur système européen de localisation par satellite Galileo, une cité des étudiants, sur 11 hectares on trouvera 65 000 m2 concentrant l'ONERA, ainsi qu'une « innopole » pour héberger les futures entreprises qui viendront rechercher des débouchés commerciaux, des centres de recherches, 9 hectares supplémentaires concentreront en 2e tranche environ 50 000 m2 supplémentaires.
En construction aussi le futur Cancéropôle sur 300 000 m2 de surface (futur site de la lutte anti-cancer à dimension européenne) sur l'ancien emplacement de l'usine AZF ou l'on trouvera un nouvel hôpital sur 60 000 m2, des laboratoires de recherche publique et privée, 50 000 m2 de pôle tertiaire administratif, hôtel.

### Le problème de l'expansion de la ville

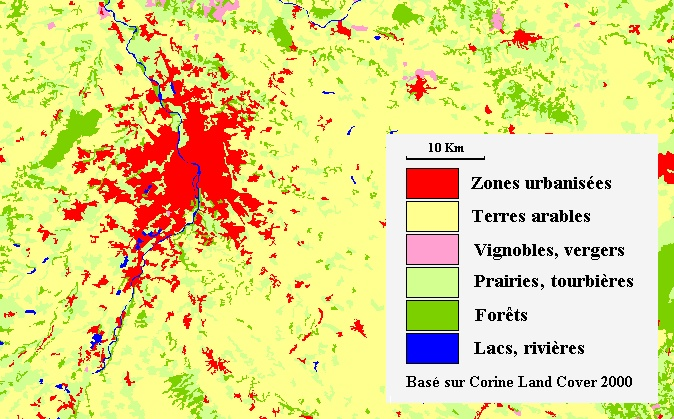
Péri-urbanisation et artificialisation des sols

Aujourd'hui, l'agglomération de Toulouse pose des problèmes de gestion des transports (saturation autoroutière aux heures de pointe), de par sa faible densité et son étendue. En effet, selon l'INSEE (1999), l'agglomération toulousaine s'étend sur environ 40 kilomètres du nord au sud (de Saint-Jory à Muret) et sur 30 kilomètres d'est en ouest, de Léguevin à Castelmaurou. La forte polarisation des activités du pole urbain toulousain a pour conséquence des déplacements singuliers de la main d’œuvre. En effet, la très grande majorité des actifs se déplacent au sein même de l’aire urbaine. 9% seulement des emplois du pôle urbain toulousain sont occupés par des actifs vivant en dehors de l’aire. La polarisation des activités crée un décalage avec l’étendu des espaces d’habitat qui deviennent de plus en plus éloignés en périphérie de la ville. Cependant, de nouveaux pôles économiques secondaires tendent à apparaître ce qui contribuerait en parallèle à la régularisation du trafic routier quotidien. Des communes comme Blagnac-Colomiers, Muret, Labège, peuvent créer à terme entre 10 000 et 12 000 emplois par an dans l’aire urbaine toulousaine.

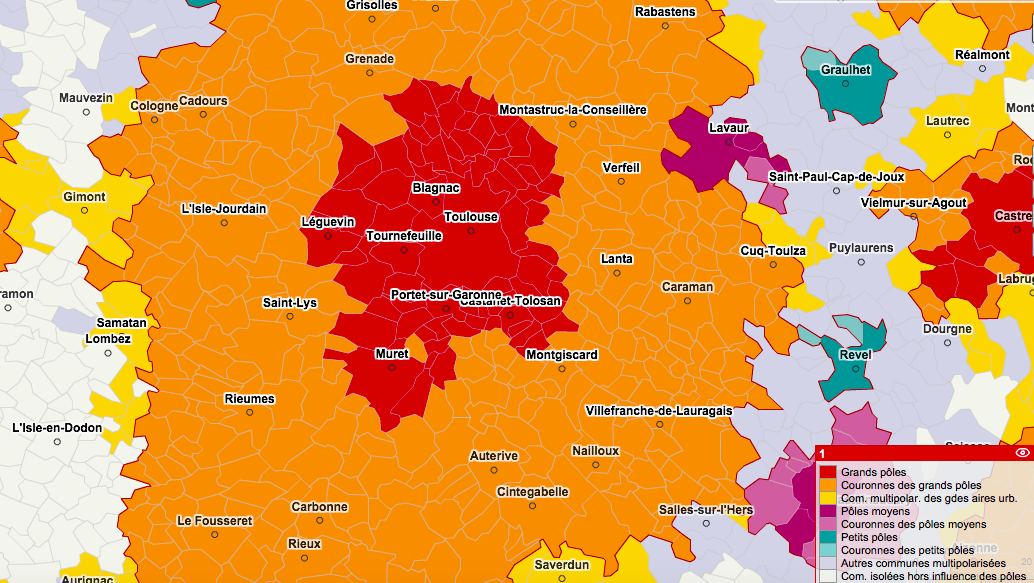
Carte de l'aire urbaine toulousaine

Sept ans après le recensement de 1999, avec probablement 100/120 000 habitants supplémentaires (concernant l'agglomération), il est probable que la périurbanisation ait encore gagné du terrain sur la campagne environnante, surtout que la topographie assez plate de la cuvette toulousaine ne présente guère d'obstacles à la croissance urbaine. Cependant, depuis quelques années, divers organismes d'urbanisme qui gèrent l'agglomération et l'aire urbaine ont bien compris le problème.
Une des caractéristiques de la politique urbaine de Toulouse a été, à une période (comme dans de nombreuses villes françaises durant les années des trente glorieuses) de tourner le dos à son histoire, ainsi, on trouve :
- La cité Administrative et la fac de sciences sociales en plein périmètre historique
- Les parkings Victor-Hugo et des Carmes (ce dernier ayant connu un réaménagement, ces dernières années)
- L'hyper spécialisation des zones d'habitat et d'activité entraînant la généralisation des lotissements et de l'étalement urbain.

Cependant Toulouse a réussi à sauvegarder in extrémis ses anciennes arènes romaines, à échapper à une autoroute dans le canal du Midi et à des voies sur berges qui auraient profondément modifié l'urbanisme du centre-ville. On peut même voir qu'aujourd'hui, de nombreuses façades sont ravalées et qu'elles retrouvent leurs couleurs rose/orangé/rougeoyant, de leurs briques naturelles. Il convient de voir qu'aujourd'hui, de nombreuses décisions se heurtent à un manque de consensus politique qui n'est pas sans retarder les projets entrepris.
Il est vrai que, Toulouse, agglomération millionnaire, cela ne sera supportable que si le développement est maîtrisé et planifié. C'est là tous l'objectif des schémas de cohérence territoriale et tous le regret de certains face à la non reconduite du PDU (Plan de déplacements urbains) pour les années à venir, faute de financement.

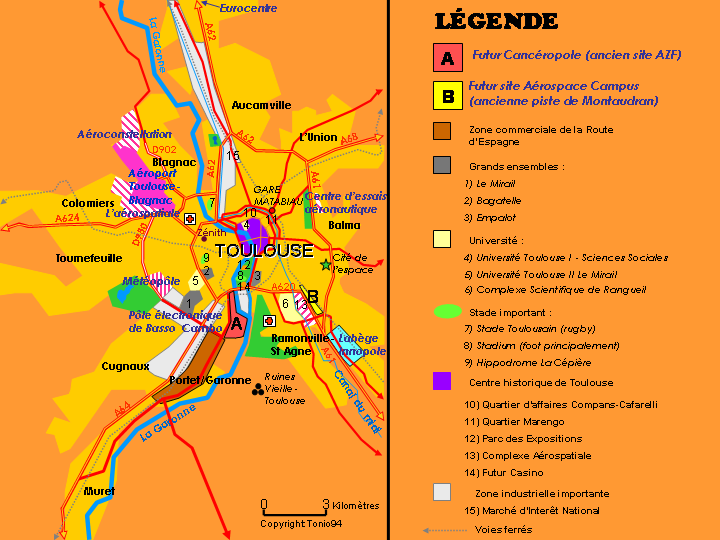
Carte des infrastructures présentes et à venir dans l'agglomération toulousaine

En 2008, l'hypothétique vote des quatre SCOT (schéma de cohérence territoriale) de l'aire urbaine, réunis dans un schéma de coordination territoriale encore plus global, appelé Inter-Scot, devrait permettre de confirmer une politique encore récente de frein à la multiplication des lotissements pavillonnaires. Cette forme urbaine très demandeuse d'espace empêche toute venue de transport en commun, tel le métro, les TCSP (transports en commun en site propre) ou le tramway car la rentabilité économique en est trop faible, laissant comme seul recours la voiture.
La ville est donc devenue une véritable métropole française qui ne cesse de croître démographiquement et économiquement, en pleine mutation en termes d'infrastructures, de logements et d'industries (capitale européenne de l'aéronautique et des industries spatiales), mais aussi en pleine diversification industrielle avec le futur Cancéropôle, l'Aérospace Campus et une future cité des chercheurs annoncée récemment.

## Caractéristiques de l'habitat toulousain

### Les petites toulousaines

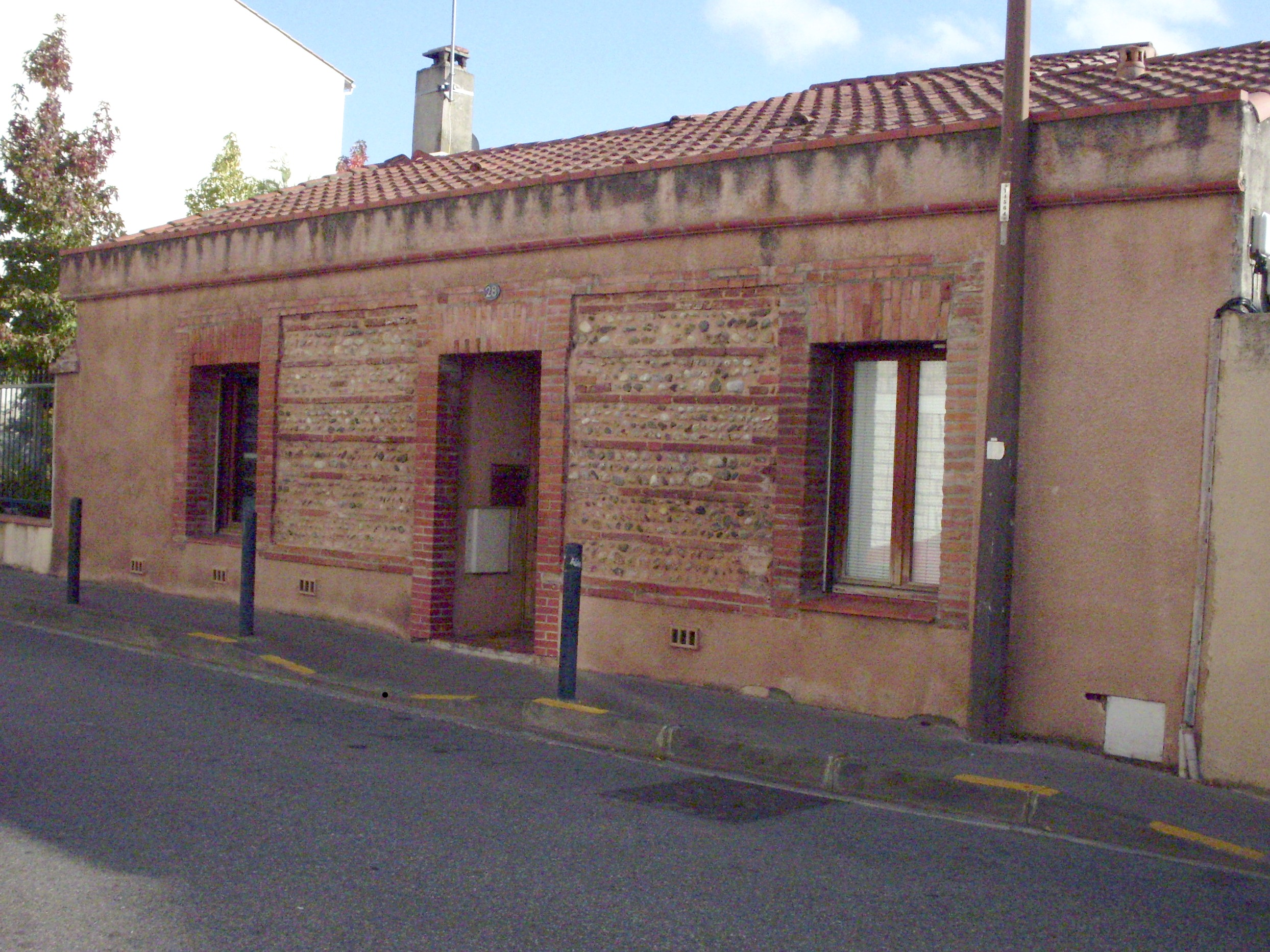
Toulousaine, aux Minimes.

Un élément caractéristique de l'habitat, autrefois réservé aux maraîchers en bordure de ville, est représenté par les petites « toulousaines » : maisonnettes avec jardin, sans étage ni sous sol, mais pourvues d'un galetas et comportant une structure très définie. Elles disparaissent cependant petit à petit du centre-ville au profit d'immeubles de logements , sous la pression immobilière, mais surtout par le fait que la densité représente aujourd'hui le seul moyen de pallier l'extension démesurée de la ville. Combiné à une politique en faveur des transports en commun, la densité pourrait résoudre en partie les problèmes de déplacements de la ville tout en respectant les recommandations soulevés par la notion de développement durable.

### Un habitat pavillonnaire important

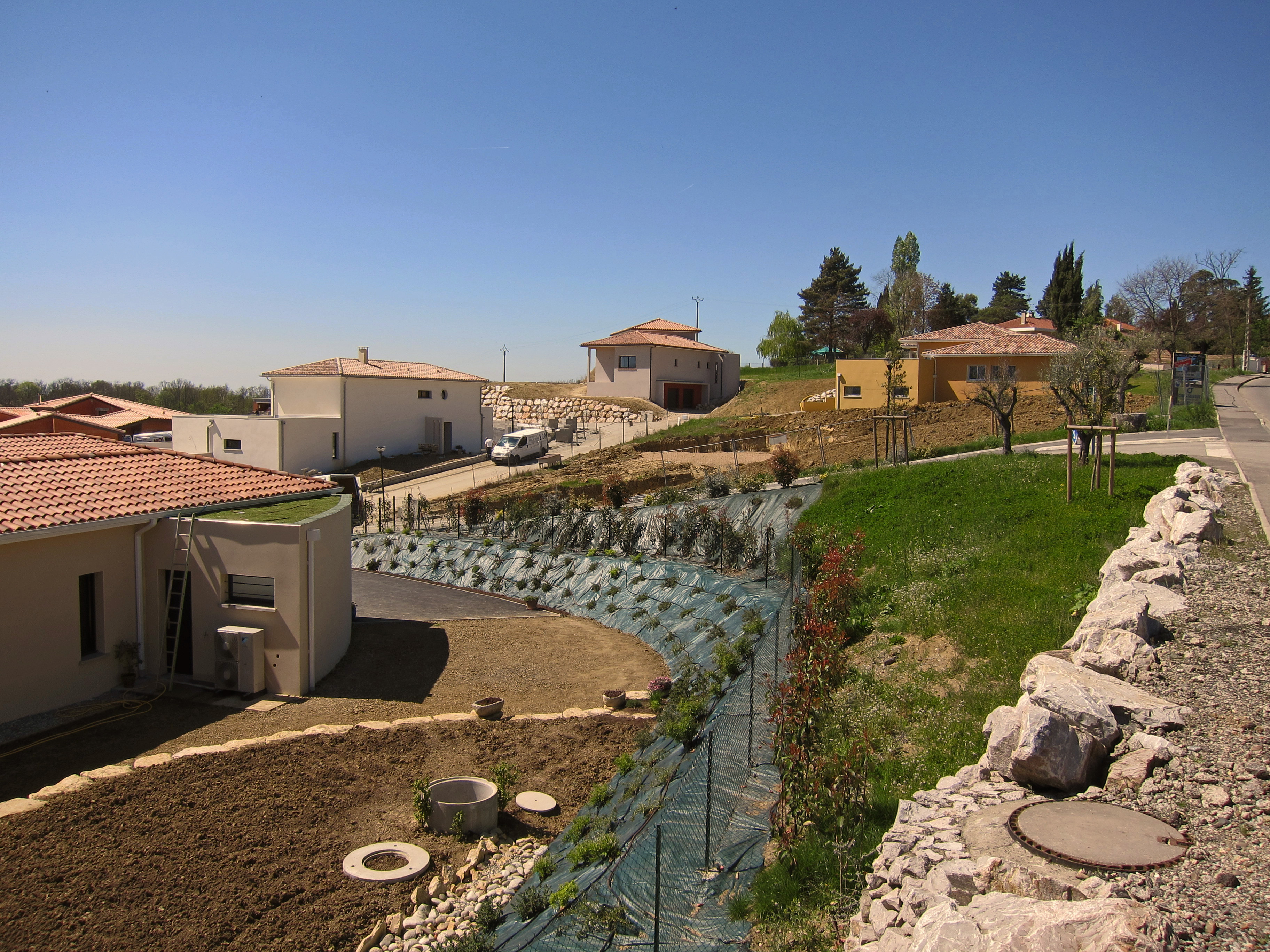
Lotissement à Rouffiac-Tolosan

L'agglomération toulousaine souffre d’un très fort étalement urbain lié à l’engouement pour l’habitat pavillonnaire, qui contraint les riverains à utiliser la voiture et congestionne les réseaux routiers. En effet la desserte par transport en commun rapide (type métro, TESP, bus réguliers et fiables) n’est pas toujours possible, ces transports ne pouvant desservir que des zones à forte densité de population pour des raisons évidentes de coût et de rentabilité économique.

## La brique toulousaine

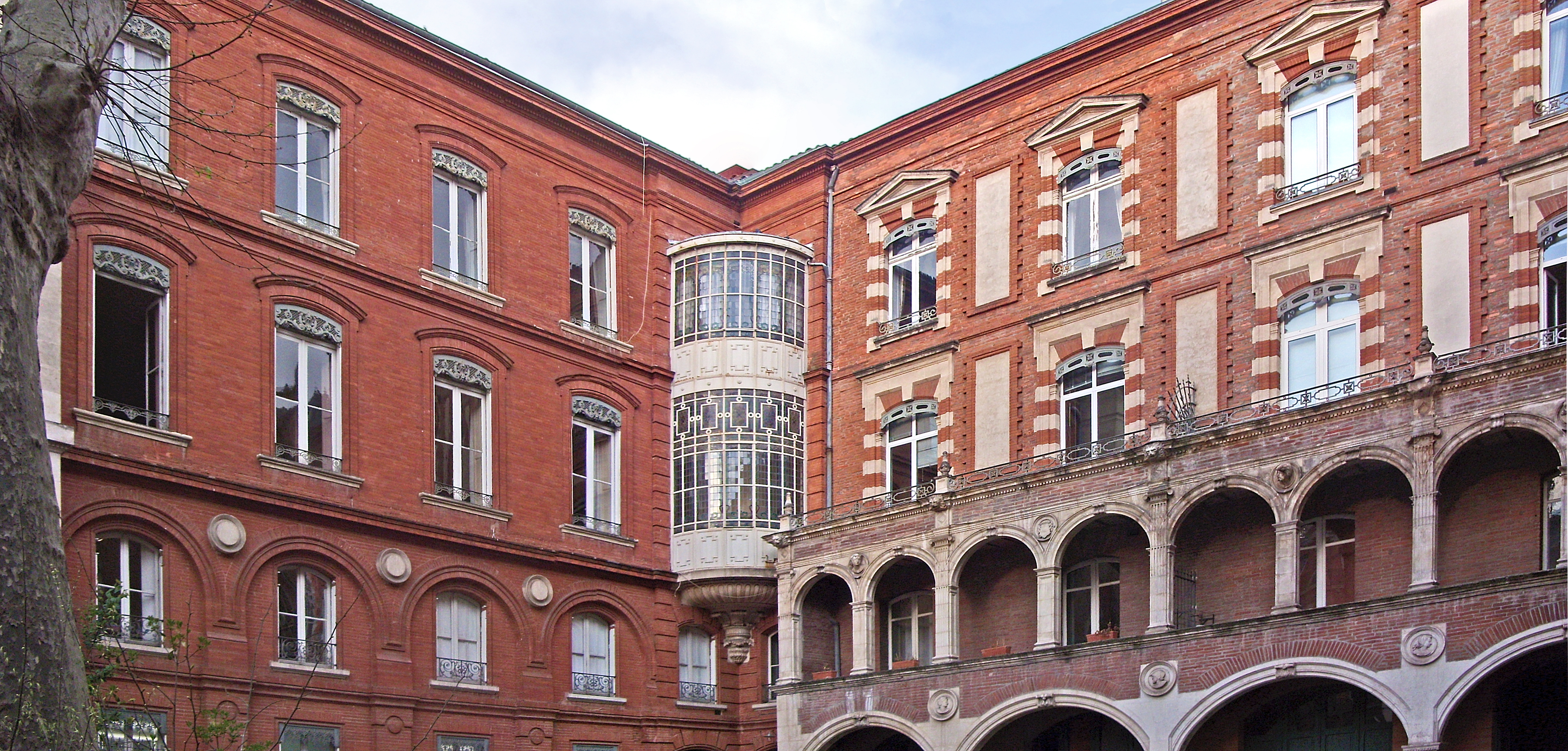
Les immeubles traditionnels en briques toulousaines (à gauche), s'intégrant dans des constructions anciennes plus italianisantes avec des loggias (à droite), et un apport de type Art nouveau (la tourelle).

### Historique
La brique toulousaine remonte à l'époque romaine lorsque les romains installent la ville près de la Garonne. Ils construisent une ville qui va rapidement devenir prospère. Ne trouvant pas sur place de pierre de taille, les romains utilisent la glaise qu'ils trouvent en abondance dans la région pour construire les habitations et les bâtiments communs. Les besoins étant important des briqueteries sont construites. La ville en dénombrait jusqu'à 33 qui chacune possédait sa propre estampille sur chaque brique produite.
Les tuiles sont aussi un élément important pour la couverture des toits. Ce sont des tuiles dites canal car elles possèdent une courbure qui devient un standard dans le bassin méditerranéen : 50 centimètres de long pour les tuiles normales et 80 centimètres pour celles situées sur le faîte du toit. Les murs sont construits en briques intercalées avec des galets issus des berges de la Garonne. Au Moyen Âge, la brique est progressivement abandonnée dans les habitations classiques et orne seulement les monuments et maisons de maîtres. Les murs des habitations sont construits en charpente comblée avec de terre mêlée à de la paille. Mais, cette technique a ses limites car le centre-ville de Toulouse est fréquemment ravagé par les flammes du XIIIe siècle au XVe siècle. Les capitouls prennent alors la décision d'interdire le comblement de terre et de paille et imposent la brique dans les futures constructions. Mais son usage reste faible car elle reste un matériau assez cher. Son utilisation se généralise au XVIe siècle grâce à l'argent du commerce du pastel, puis les constructions en brique deviennent majoritaires au XVIIe siècle dans la ville.
Ainsi, la brique est omniprésente dans les constructions toulousaines et la pierre est réservée aux parements des portes et des fenêtres et en embellissement des façades comme pour l'Hôtel d'Assézat. Pendant une longue période à partir du XVIIIe siècle, la brique était camouflée par du badigeon blanc comme pour le Capitole. Au XIXe siècle, ce badigeon est remplacé par une application d'argile pauvre en oxyde de fer conférant une couleur jaunâtre  aux édifices sur lequel il était appliqué. La  brique sert aussi de motifs de décoration surtout grâce à Auguste Virebent en 1830 lorsqu'il invente un système de presse pour mécaniser la fabrication des briques.
Les populations rurales utilisent aussi la brique qu'ils intercalent avec des galets charriés par la Garonne. Ce style est caractéristique de la région et des maisons dites toulousaines. Puis progressivement, la brique réapparait et n'est plus cachée comme autrefois. L'architecte Urbain Vitry réalise de nombreux édifices en brique comme les Abattoirs, la Halle aux Grains, la prison Saint-Michel ou le temple égyptien du cimetière de Terre-Cabade. Au XXe siècle, la ville s'efforce de rénover ses façades de brique et reconstruire en utilisant la brique ou au moins un plaquage. Ainsi de nouveaux projet d'urbanisme utilisent la brique comme la médiathèque José-Cabanis, le palais de justice, le théâtre de la Cité TNT ou l'hôtel de région.

### Caractéristiques
La brique toulousaine est constituée d'argile alluviale. Elle est issue d'une marne du bassin sous-pyrénéen. Après cuisson, l'argile se solidifie et acquiert sa coloration rouge-orangé grâce aux sels de fer et de manganèse.

## Autres matériaux toulousains
Le galet est un autre matériau très utilisé à Toulouse dans les constructions. Il provient des gravières de la Garonne et est utilisé depuis l'Antiquité. Il a longtemps été utilisé pour armer le mortier des fondations, pour monter des murets et des façades (alternés avec la brique) des maisons et pour paver les trottoirs ou les cours des hôtels particuliers.
Lorsque la pierre de taille était nécessaire il était largement fait usage du calcaire de Belbèze-en-Comminges, ou, si besoin d'un matériau plus noble, le marbre de Saint-Béat, extrait des mines pyrénéennes.
Ces pierres étaient transportées sur la Garonne par des radeaux ou embarcations à fond plat et déchargées à Toulouse au Port-Garaud

## Sources et Bibliographie
- Jean Coppolani, Les Ponts de Toulouse, Éditions Privat, Toulouse, 1992,  (ISBN 2708990691).
- Maurice Culot, Toulouse, les délices de l'imitation, avec Yves Boiret, Yves Bruand, Patrick Céleste, Thierry Corre, Odile Foucauld, Louis Peyrusse, Jean-Philippe Garric, Société académique d'étude architecturale, 1986, Institut français d'architecture, Bruxelles, Mardaga, 468 p.
- Les plans d'urbanisme de Toulouse au XXe siècle par Jean Coppolani, sur http://www.societes-savantes-toulouse.asso.fr/samf/memoires/T_58/cop001.htm consulté le 18/04/2007
- G. Jacquemyns, Langrand-Dumonceau, promoteur d'une puissance financière catholique, t. III (Bruxelles, 1963)
- Philippe Wolff, Histoire de Toulouse, Privat éditeur, (1974)
- Sandrine Benassy et Jean-Jacques Germain, La brique, L'or rouge du Midi Toulousain, Tourisme Médias Éditions, juin 2004,  (ISBN 2-915188-04-1)